# Cayo Alemán
Cayo Alemán (a veces conocida como Playa Los Alemanes) es el nombre de una isla del mar Caribe que pertenece al parque nacional Morrocoy y está incluida en la parte más oriental del Municipio Monseñor Iturriza y del estado Falcón, en la parte noroccidental del país sudamericano de Venezuela.

## Características
Cayo Alemán se localiza al suroeste de Cayo Sombrero, al oeste de Cayo Los Pescadores, al este del Cerro de Chichiriviche y al norte del Bajo Los Juanes y Boca Grande. Dentro del Cayo se encuentra la ya mencionada Playa Los Alemanes y Playa Los Muertos.
El cayo esta casi totalmente cubierto por una espesa vegetación tropical. Posee una superficie de unas 59 hectáreas y un perímetro de 4,85 km, con una altura máxima de 6 metros sobre el nivel del mar.
La mejor playa es el istmo en el noroeste de la isla. Cuando un barco llega desde el lado sur del istmo, se puede nadar del otro lado. No suele estar muy concurrido porque este lugar rara vez es conocido incluso entre los lugareños. Su costa y fondo marino está formado por arena y piedras. Alemán es uno de los mejores cayos porque tiene dos costas, una muy azul y otra muy verde. También es de aguas muy tranquilas.